# Ihar Krywuszenka
Ihar Mikałajewicz Krywuszenka (biał. Ігар Мікалаевіч Крывушэнка, ros. Игорь Николаевич Криушенко, Igor Nikołajewicz Kriuszienko; ur. 10 lutego 1964 w Mińsku) – białoruski piłkarz występujący na pozycji obrońcy, trener piłkarski.

## Kariera piłkarska
Wychowanek Szkoły Sportowej Rezerw Olimpijskich nr 5 w Mińsku. Pierwszy trener Michaił Mustygin. W 1982 roku rozpoczął karierę piłkarską w drużynie rezerw Dynama Mińsk, w 1985 roku odszedł do Chimika Grodno, gdzie debiutował w podstawowym składzie. Latem 1986 roku przeniósł się do Obuwszczika Lida. W sezonie 1987 nie rozegrał żadnego meczu, a w 1988 roku został zawodnikiem Ałgi Frunze.
W 1989 roku Krywuszenka przeszedł do Aktiubińca Aktobe, a w 1990 roku wyjechał na Syberię, gdzie bronił barw klubów Mietałłurg Ałdan, Dinamo Jakuck i Sielenga Ułan Ude. W 1997 roku wrócił do kraju, gdzie zakończył karierę piłkarza w Tarpiedzie-Kadzinie Mohylew.

## Kariera trenerska
Jeszcze będąc graczem pełnił funkcję asystenta trenera w Dinamie Jakuck. Po zakończeniu kariery piłkarskiej pozostał w klubie Tarpieda-Kadzina Mohylew, pracując jako asystent trenera. W 1999 roku został mianowany pierwszym szkoleniowcem Źmieny-BATE Mińsk. Od 2001 roku trenował BATE-2 Borysów, a w 2005 roku objął zespół seniorów, którym kierował przez 2 sezony.
13 listopada 2007 Krywuszenka został zatrudniony na stanowisku głównego trenera Dynamy Mińsk, gdzie pracował do września 2008 roku. Następnie od 20 grudnia 2008 do 9 maja 2011 prowadził rosyjski Sibir Nowosybirsk. 24 listopada 2011 objął uzbecki klub Shoʻrtan Gʻuzor, z którym pracował do 9 lipca 2012.
7 listopada 2012 Krywuszenka został szkoleniowcem Tarpiedy-BiełAZ Żodzino. 1 marca 2017 roku przyjął funkcję tymczasowego selekcjonera reprezentacji Białorusi, a 22 marca 2017 objął posadę na stałe.

## Sukcesy

### Jako trener
BATE Borysów
- mistrzostwo Białorusi: 2006, 2007
- Puchar Białorusi: 2005/06

Tarpieda-BiełAZ Żodzino
- Puchar Białorusi: 2015/16